# قشلاق اغداش مختار
قشلاق اغداش مختار یک روستا در ایران است که در استان اردبیل واقع شده‌است.